# Loujain al-Hathloul
Loujain al-Hathloul (tiếng Ả Rập: لجين الهذلول; sinh ngày 31 tháng 7 năm 1989) là một nhà hoạt động vì nữ quyền người Ả Rập Xê Út, một nhân vật truyền thông xã hội và tù nhân chính trị. Cô đã bị bắt và thả ra nhiều lần vì bất chấp lệnh cấm phụ nữ lái xe ở Ả Rập Xê Út và bị bắt vào tháng 5 năm 2018, cùng với một số nhà hoạt động quyền phụ nữ nổi tiếng, bị cáo buộc là nỗ lực làm mất ổn định vương quốc. Cô được xếp hạng 3 trong danh sách 100 người phụ nữ Ả Rập quyền lực nhất năm 2015.
Chồng của cô, diễn viên hài nổi tiếng Ả Rập Xê Út Fahad Albutairi cũng bị bắt.

## Hoạt động vì quyền phụ nữ
Al-Hathloul được biết đến với vai trò của mình trong phong trào phụ nữ đòi quyền được lái xe và chống lại hệ thống giám hộ của nam giới của Ả Rập Xê Út. Vào ngày 1 tháng 12 năm 2014, cô bị bắt và giam giữ trong 73 ngày sau khi cố gắng vượt biên giới bằng xe hơi của mình từ Các Tiểu vương quốc Ả Rập Thống nhất đến Ả Rập Xê Út, vì các cáo buộc liên quan đến việc không tuân theo lệnh cấm phụ nữ lái xe ở vương quốc.
Vào tháng 9 năm 2016, cùng với 14.000 người khác, al-Hathloul đã ký một thỉnh nguyện thư cho vua Salman yêu cầu bãi bỏ hệ thống giám hộ nam. Vào ngày 4 tháng 6 năm 2017, cô bị bắt và giam tại sân bay quốc tế King Fahad ở Dammam. Lý do bắt giữ không rõ ràng và al-Hathloul, kể từ tháng 6 năm 2017, đã không được phép tiếp cận luật sư hoặc liên lạc với gia đình cô.
Cô bị bắt lần nữa vào đêm trước ngày 15 tháng 5 năm 2018, cùng với Eman al-Nafjan, Aisha al-Mana, Aziza al-Yousef, Madeha al-Ajroush và vài người đàn ông tham gia vận động nữ quyền ở Ả Rập Xê Út. Tổ chức Theo dõi Nhân quyền giải thích mục đích của vụ bắt giữ là gây sợ hãi cho "bất cứ ai thể hiện sự hoài nghi về chương trình nghị sự của thái tử".
Từ tháng 6 năm 2018, phụ nữ được cấp quyền lái xe ở Ả Rập Xê Út. Tuy nhiên, al-Hathoul vẫn bị giam tù cùng với các nhà hoạt động khác.